# Duellmanohyla lythrodes
Duellmanohyla lythrodes (Savage, 1968) es una especie de anfibios de la familia Hylidae.

## Descripción
Pequeña rana arbórea, ojos rojos, color marrón a verde claro, franja blanca desde el hocico hasta la ingle y se expande en una gran mancha suborbital blanca, un tímpano de tamaño moderado, un muslo posterior amarillo y un vientre amarillo.

## Hábitat y distribución
Habita en la Cordillera de Talamanca, en las zonas próximas a la frontera de Costa Rica y Panamá.
Sus hábitats naturales incluyen bosques tropicales o subtropicales secos y a baja altitud y ríos. Está amenazada de extinción por la destrucción de su hábitat natural.